# 冯家山站
冯家山站是位于陕西省凤翔区冯家山村的一个铁路车站，邮政编码721406。车站建于1995年，有宝中铁路经过该站，现办理客货运业务，车站及其上下行区间均已电气化。车站距离宝鸡站46公里，隶属西安铁路局，是四等站。
1. ↑  铁道部电子计算技术中心, 铁道部运输局. . 北京: 中国铁道出版社. 1998: 92. ISBN 9787113030995.